# Руенстрот (Невада)
Руенстрот (англ. Ruhenstroth) — переписна місцевість (CDP) в США, в окрузі Дуглас штату Невада. Населення — 1239 осіб (2020).

## Географія
Руенстрот розташований за координатами 38°53′29″ пн. ш. 119°41′0″ зх. д. / 38.89139° пн. ш. 119.68333° зх. д. (38.891280, -119.683378).  За даними Бюро перепису населення США в 2010 році переписна місцевість мала площу 7,28 км², уся площа — суходіл.

## Демографія
Згідно з переписом 2010 року, у переписній місцевості мешкали 1293 особи в 522 домогосподарствах у складі 404 родин. Густота населення становила 178 осіб/км².  Було 556 помешкань (76/км²).
Расовий склад населення:
| - 94,6 % — білих - 1,1 % — корінних американців - 0,7 % — азіатів - 0,4 % — чорних або афроамериканців - 1,2 % — осіб інших рас |

До двох чи більше рас належало 2,1 %. Частка іспаномовних становила 6,8 % від усіх жителів.
За віковим діапазоном населення розподілялося таким чином: 18,7 % — особи молодші 18 років, 58,8 % — особи у віці 18—64 років, 22,5 % — особи у віці 65 років та старші. Медіана віку мешканця становила 51,2 року. На 100 осіб жіночої статі у переписній місцевості припадало 97,1 чоловіків;  на 100 жінок у віці від 18 років та старших — 94,6 чоловіків також старших 18 років.
Середній дохід на одне домашнє господарство  становив 77 736 доларів США (медіана — 64 858), а середній дохід на одну сім'ю — 92 203 долари (медіана — 86 875). За межею бідності перебувало 5,7 % осіб, у тому числі 0,0 % дітей у віці до 18 років та 4,7 % осіб у віці 65 років та старших.
Цивільне працевлаштоване населення становило 414 особи. Основні галузі зайнятості: освіта, охорона здоров'я та соціальна допомога — 21,0 %, будівництво — 17,6 %, публічна адміністрація — 13,0 %.